# Pedro Calomino
Pedro Bleo Fournol (Buenos Aires, 13 de marzo de 1892-Buenos Aires, 12 de enero de 1950), también conocido como D19S o Calumín, fue un futbolista argentino que se desempeñaba en la posición de puntero derecho. Es considerado el mejor jugador de la historia del futbol argentino durante la era amateur.
Tuvo un destacado pasaje por el Club Atlético Boca Juniors y es, a su vez, considerado el primero ídolo en la historia del equipo «xeneize», al ganarse el respeto y admiración de la parcialidad del club con sus grandes actuaciones, goles y carisma.
Con el club «xeneize» conquistó un total de 9 títulos y permaneció en sus filas durante 12 años. Entre los títulos conseguidos se encuentran 4 ligas de Argentina y 5 copas nacionales, siendo una de estas la Copa de Honor de 1925, un trofeo honórifico que la federación argentina entregó al conjunto de la ribera por la exitosa gira que tuvo lugar en Europa en el año 1925. Una vez concluido su paso por Boca Juniors, abandonó el club con las cifra de 229 partidos oficiales y 96 goles convertidos. Además del fútbol le gustaba jugar al deporte de las bochas, disciplina a la que le dedicaba buena cantidad de tiempo dentro del club xeneize. 
Fue internacional con la Selección de Fútbol de Argentina, con la cual conquistó la Copa América 1921, por aquel entonces denominada Campeonato Sudamericano. Como algo habitual en esa época, en donde generalmente no había técnicos externos al plantel sino que los equipos eran dirigidos por algún jugador de campo designado, Calomino fue jugador y técnico en la primera conquista de América para la Selección Argentina en esa Copa América de 1921.
Habilidoso gambeteador, destacaba por su habilidad, velocidad y astucia a la hora de encarar a los defensores rivales. Se le atribuye ser el inventor de la "bicicleta", famoso recurso de gambeta en el fútbol.

## Biografía
Calomino fue un gran ícono del fútbol argentino. Como no soportaba los botines de fútbol, fue autorizado a jugar con zapatillas de lona, y su rendimiento con ellas no se vio perjudicado (conviritendo gran cantidad de goles y desplegando buen juego).
En un partido, una vez con la selección argentina frente a Uruguay, terminó jugando en medias porque no soportaba las zapatillas.
Cada vez que entraba o salía del estadio de Boca Juniors, se escuchaba el respetuoso cántico de las hinchadas: Dáguele forte, Calumín.

### Participaciones en la Copa América
| Copa              | Sede      | Resultado |
| ----------------- | --------- | --------- |
| Copa América 1921 | Argentina | Campeón   |

## Clubes
| Equipo               | País      | Año       |
| -------------------- | --------- | --------- |
| Boca Juniors         | Argentina | 1911-1912 |
| Argentino de Quilmes | Argentina | 1912-1913 |
| Boca Juniors         | Argentina | 1913      |
| Argentino de Quilmes | Argentina | 1914      |
| Hispano-Argentino    | Argentina | 1915      |
| Boca Juniors         | Argentina | 1915-1924 |

## Estadísticas
Datos actualizados al fin de la carrera deportiva.
| Boca Juniors Argentina |               |               |     |    |    |    |   |     |     |      |      |
| 2.ª | 1911          | 2             | 1   | -  | -  | -  | - | 2   | 1   | 0.50 |      |
| 2.ª | 1912          | 7             | 2   | 1  | 0  | -  | - | 8   | 2   | 0.25 |      |
| 1.ª | 1913          | 15            | 7   | 5  | 4  | -  | - | 20  | 11  | 0.55 |      |
| 1.ª | 1915          | 16            | 9   | -  | -  | -  | - | 16  | 9   | 0.56 |      |
| 1.ª | 1916          | 19            | 10  | 4  | 1  | -  | - | 23  | 11  | 0.52 |      |
| 1.ª | 1917          | 19            | 9   | 5  | 2  | -  | - | 24  | 11  | 0.45 |      |
| 1.ª | 1918          | 16            | 9   | 5  | 0  | -  | - | 21  | 9   | 0.42 |      |
| 1.ª | 1919          | 8             | 5   | 6  | 2  | 1  | 0 | 15  | 7   | 0.46 |      |
| 1.ª | 1920          | 20            | 6   | 5  | 5  | 2  | 1 | 27  | 12  | 0.44 |      |
| 1.ª | 1921          | 12            | 2   | 2  | 1  | -  | - | 15  | 4   | 0.26 |      |
| 1.ª | 1922          | 14            | 8   | -  | -  | -  | - | 14  | 8   | 0.57 |      |
| 1.ª | 1923          | 28            | 8   | 1  | 0  | -  | - | 29  | 8   | 0.27 |      |
| 1.ª | 1924          | 6             | 2   | -  | -  | -  | - | 6   | 2   | 0.33 |      |
| Total club | Total club    | 182           | 78  | 34 | 15 | 3  | 1 | 219 | 94  | 0.42 |      |
| Argentino de Quilmes Argentina |               |               |     |    |    |    |   |     |     |      |      |
| 1.ª | 1912 FAF      | 6             | 6   | -  | -  | -  | - | 6   | 6   | 1.00 |      |
| 1.ª | 1914 FAF      | -             | -   | 4  | 5  | -  | - | 4   | 5   | 1.25 |      |
| Total club | Total club    | 6             | 6   | 4  | 5  | 0  | 0 | 10  | 11  | 1.10 |      |
| Hispano Argentino Argentina |               |               |     |    |    |    |   |     |     |      |      |
| 1.ª | 1915          | 6             | 4   | 2  | 0  | -  | - | 8   | 4   | 0.50 |      |
| Total club | Total club    | 6             | 4   | 2  | 0  | 0  | 0 | 8   | 4   | 0.50 |      |
| Total carrera | Total carrera | Total carrera | 194 | 88 | 40 | 20 | 3 | 1   | 237 | 109  | 0.45 |
| (1) Incluye datos de la Copa Bullrich, Copa de Competencia, Copa de Honor, Copa Ibarguren. (2) Incluye datos de la Copa Aldao, Copa de Honor Cousenier. (3) No incluye goles en partidos amistosos. |               |               |     |    |    |    |   |     |     |      |      |

### Selección
| Selección     | Temporada     | Amistosos | Amistosos | Copa América | Copa América | Total | Total |
| Selección     | Temporada     | Part.     | Goles     | Part.        | Goles        | Part. | Goles |
| ------------- | ------------- | --------- | --------- | ------------ | ------------ | ----- | ----- |
| Argentina     | 1912          | 1         | 0         | -            | -            | 1     | 0     |
| Argentina     | 1914          | 1         | 1         | -            | -            | 1     | 1     |
| Argentina     | 1917          | 3         | 1         | 2            | 1            | 5     | 2     |
| Argentina     | 1918          | 6         | 0         | -            | -            | 6     | 0     |
| Argentina     | 1919          | 5         | 0         | 3            | 0            | 8     | 0     |
| Argentina     | 1920          | 3         | 1         | 3            | 0            | 8     | 0     |
| Argentina     | 1921          | 4         | 1         | 3            | 0            | 7     | 0     |
| Argentina     | 1923          | 1         | 0         | -            | -            | 1     | 0     |
| Total carrera | Total carrera | 24        | 4         | 11           | 1            | 35    | 5     |

## Títulos

### Campeonatos nacionales
| Título           | Equipo       | País      | Año  |
| ---------------- | ------------ | --------- | ---- |
| Primera División | Boca Juniors | Argentina | 1919 |
| Copa Competencia | Boca Juniors | Argentina | 1919 |
| Copa Ibarguren   | Boca Juniors | Argentina | 1919 |
| Primera División | Boca Juniors | Argentina | 1920 |
| Copa Ibarguren   | Boca Juniors | Argentina | 1923 |
| Primera División | Boca Juniors | Argentina | 1923 |
| Primera División | Boca Juniors | Argentina | 1924 |

### Campeonatos internacionales
| Título                  | Equipo              | Sede      | Año  |
| ----------------------- | ------------------- | --------- | ---- |
| Cup Tie Competition     | Boca Juniors        | Argentina | 1919 |
| Copa de Honor Cousenier | Boca Juniors        | Argentina | 1920 |
| Copa América            | Selección Argentina | Argentina | 1921 |